# Eysseltova vila
Eysseltova vila byl dům čp.274/33 se zahradou v Praze 6 Liboci, v ulici Libocká, typ patrového hrázděného domu, v této lokalitě vzácný. Navrhl a postavil ho architekt Karel Hübschmann roku 1906. Areál domu se zahradou byl od roku 1958 chráněn jako nemovitá kulturní památka.

## Historie
Do poloviny 19. století bylo místo pod skálou pusté, nebo zastavěné jennějakým dřevěným provizoriem, protože na mapě II. vojenského mapování žádná stavba vyznačena není.
Vilu na místě staršího domku navrhl a postavil architekt a stavitel Karel Hübschmann (1855–1908) pro rodinu Eysseltů (Eiseltů), povýšenou koncem 18. století do šlechtického stavu rytířů z Limpély a působící ve státních úřadech jako právníci, také lékaři nebo podnikatelé ve třech rodových liniích na Vysočině, ve východních a v jižních Čechách. Tuto vilu si dal postavit JUDr. Karel Eysselt z Limpély (1868-asi 1929), právník c. k. místodržitelství a dvorní rada, který se oženil se svou sestřenicí Hedvikou Eysseltovou z Limpély, dcerou Bedřicha Eysselta, soudce v Jičíně. Vilu zdědil jejich syn Karel, profesor reálného gymnázia ve Slaném.

## Popis
Vila stála uprostřed zarostlé zahrady v mírném svahu severozápadně pod zrušeným libockým hřbitovem, mezi severní ohradní zdí Královské obory Hvězda a svažující se Libockou ulicí. Měla půdorys kříže se základy a přízemím vystavěnými z hrubě opracovaných opukových kvádříků, z fragmentů zdiva a schodů na zbořeništi lze doložit, sklepy. Z cihel bylo vystavěno patro s hrázděnou konstrukcí podkroví pod sedlovou střechou. Jedinou dekorací byl svislý ornament vyskládaný z glazovaných obkladaček.
Po roce 1990 neudržovaná vila i s pozemkem byla prodána, vystěhována a pustla. 25. července roku 2018 vyhořela. V prvních zprávách se hypoteticky uvažovalo, že požár založili bezdomovci. 6. srpna téhož roku byla ruina stržena a následně do konce roku trosky odklizeny. V roce 2019 se parcela stala součástí staveniště tří obytných domů, pro něž byla v dubnu až září roku 2020 odbagrována pískovcová skála až po ohradní zeď obory a pokáceny některé stromy.
Konstrukce tří staveb obytných domů mají být hotovy do konce roku 2021.

## Staveniště

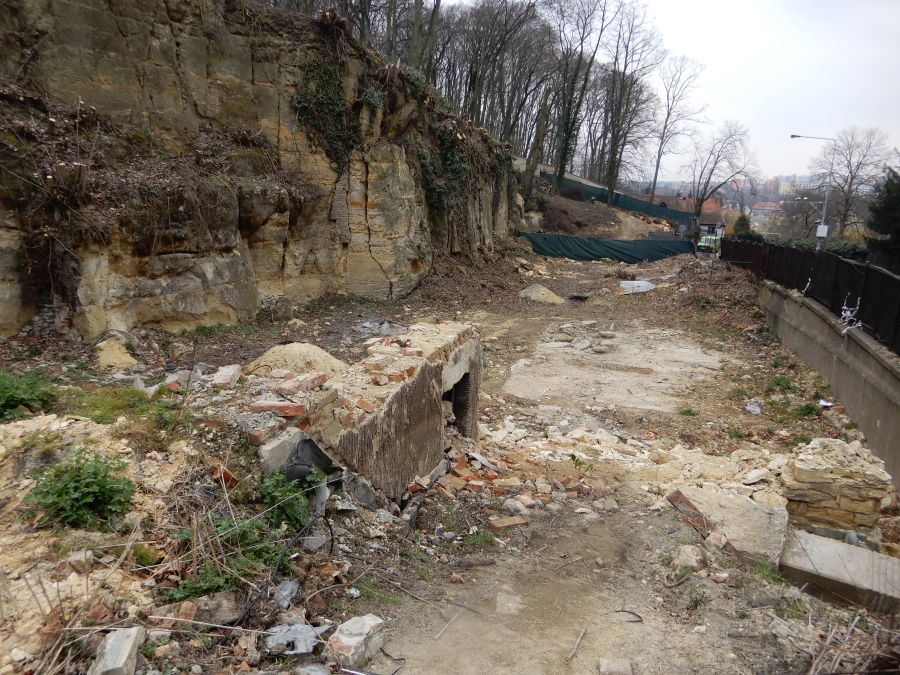
Po odklizení trosek vily
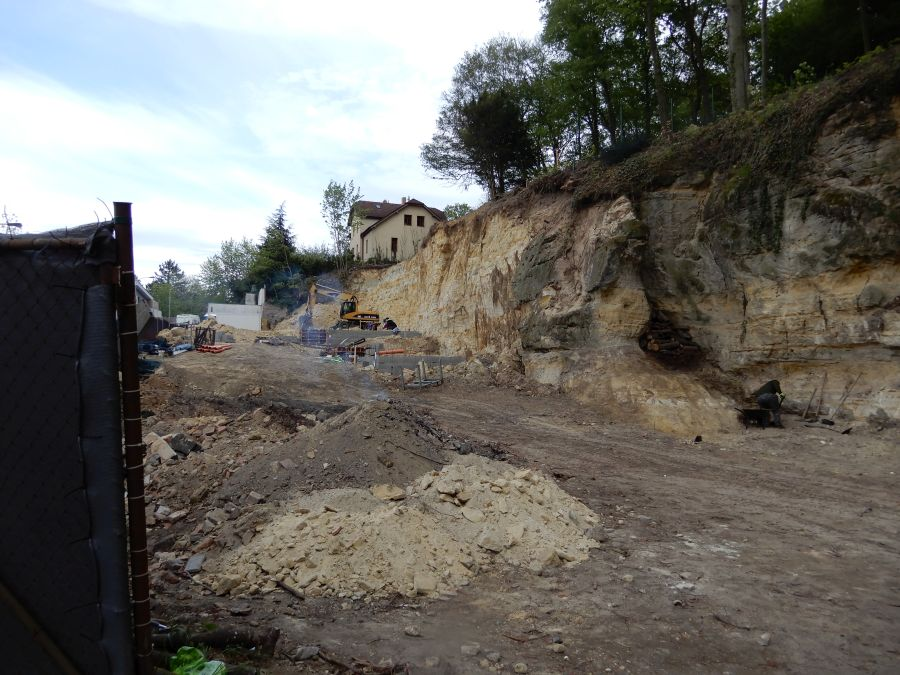
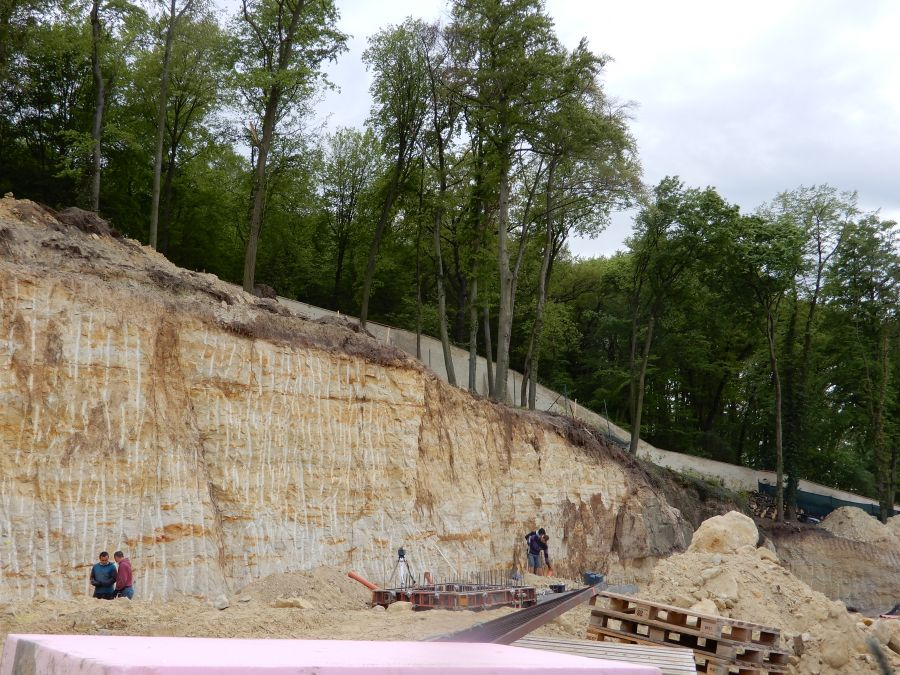
Bagrování v dubnu 2020
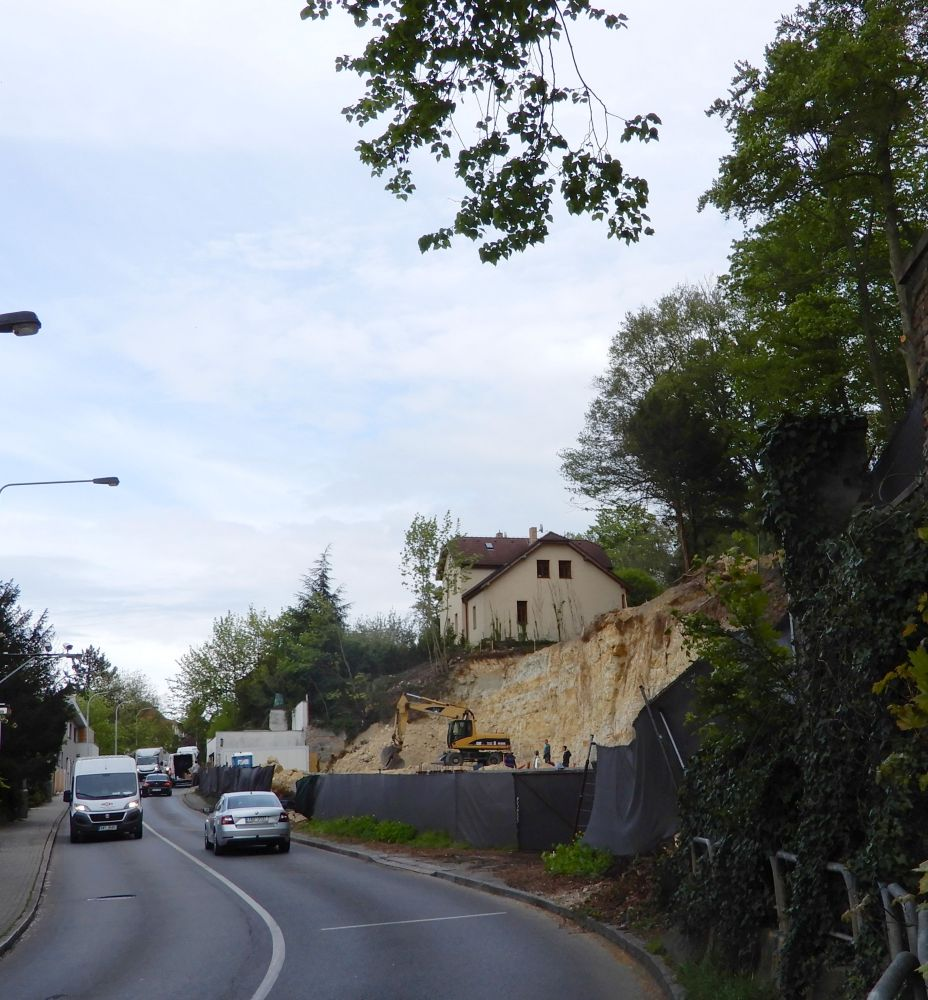
Bagrování v dubnu 2020
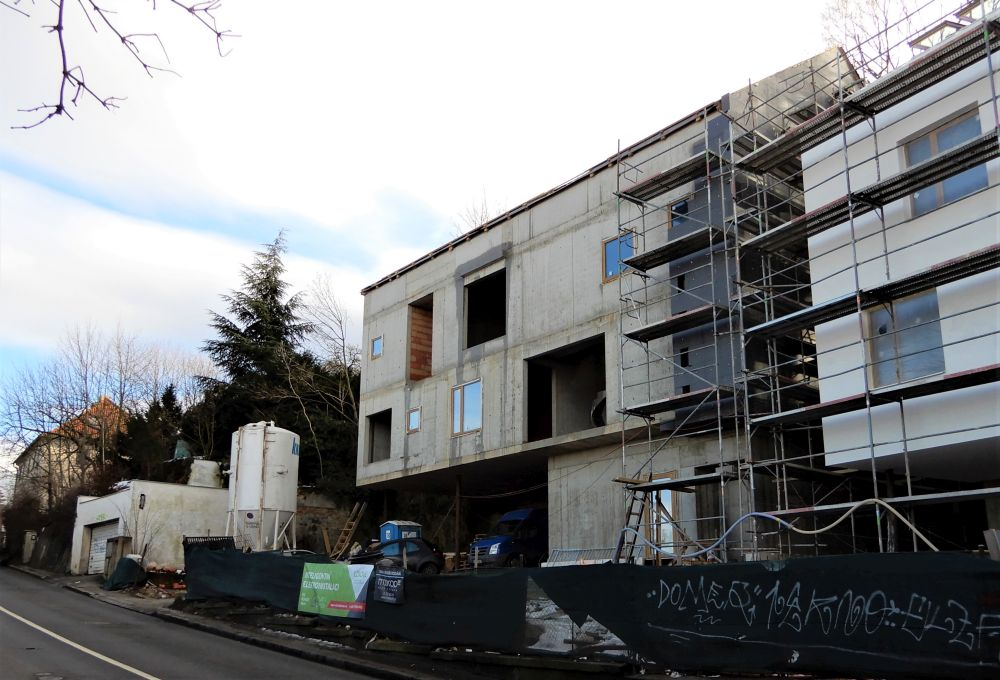
Stavby v lednu 2021